# Abbahu
Abbahu (en hebreo: אבהו‎) fue un talmudista judío, conocido como un amora, que vivió en la Tierra de Israel, de la tercera generación amoraica (hacia 279-320), a veces citado como R. Abbahu de Cesarea (Ḳisrin).  Su educación  rabínica la recibió principalmente en Tiberíades, en la academia presidida por R. Johanan, con quien mantuvo una relación casi de padre e hijo (Yer. Berakhot ii.4b; Gittin 44b; Bava Batra 39a). Realizó peregrinajes frecuentes a Tiberíades, aún luego de alcanzar renombre como rector de la Academia de Cesarea (Yer. Shab viii.11a; Yer. Pesahim x.37c).